# Dirección General de Educación Tecnológica Industrial
La Dirección General de Educación Tecnológica Industrial y de Servicios (DGETI) es una dependencia gubernamental encargada de la educación tecnológica en México. A principios de 2018, esta entidad modificó sus siglas a UEMSTIS (Unidad de Educación Media Superior Tecnológica Industrial y de Servicios) aunque, en agosto de 2020, volvió a adoptar su denominación original. Esta dirección se encuentra adscrita a la Subsecretaría de Educación Media Superior (SEMS), la cual forma parte de la Secretaría de Educación Pública (SEP), y se dedica a ofrecer servicios educativos en el nivel medio superior tecnológico.
El 16 de abril de 1971, se publicó en el Diario Oficial de la Federación un acuerdo presidencial que modificó la estructura orgánica administrativa de la SEP, dando origen a la creación de la DGETI. En agosto de ese mismo año, se establecieron las funciones de esta institución y se integraron a la misma los centros de capacitación para el trabajo industrial, las escuelas tecnológicas industriales, los centros de estudios tecnológicos en la Ciudad de México y los centros de estudios tecnológicos foráneos.
En la actualidad, la DGETI es la institución de educación media superior tecnológica más grande del país, con una infraestructura de 456 planteles educativos distribuidos a nivel nacional, de los cuales 168 son CETIS y 288 CBTIS. Además, proporciona asistencia académica, técnica y pedagógica a los organismos descentralizados de los gobiernos de las entidades federativas que imparten educación tecnológica industrial, abarcando un total de 812 CECyTEs.

### Oferta Educativa Tecnológica Industrial y de Servicios
En estas instituciones de educación media superior ofrecen bachillerato tecnológico en las siguientes modalidades:
- Ciencias Económico-Administrativas
- Ciencias Químico-Biológicas
- Ciencias Físico-Matemáticas

Además se imparten las siguientes carreras profesionales técnicas:
- 1. Administración de recursos humanos
- 2. Arquitectura
- 3. Construcción
- 4. Contabilidad
- 5. Cosmetologia
- 6. Dietética
- 7. Diseño de Modas
- 8. Diseño Decorativo
- 9. Diseño Gráfico Digital
- 10. Diseño Industrial
- 11. Electricidad
- 12. Electromecánica
- 13. Electrónica
- 14. Enfermería General
- 15. Fuentes Alternas de Energía
- 16. Fundición de Metales y Acabados
- 17. Gericultura
- 18. Guía de Turistas Trilingüe
- 19. Laboratorista Clínico
- 20. Laboratorista Químico
- 21. Logística
- 22. Mantenimiento Automotriz
- 23. Mantenimiento Industrial
- 24. Máquinas Herramienta
- 25. Mecánica Industrial
- 26. Mecatrónica
- 27. Medidos de Comunicación
- 28. Minería
- 29. Ofimática
- 30. Preparación de Alimentos y Bebidas
- 31. Proceso de Manufacturas Metálicas
- 32. Producción de Prendas de Vestir
- 33. Producción Industrial
- 34. Producción Industrial de Alimentos
- 35. Programación
- 36. Prótesis y Asistente Dental
- 37. Puericultura
- 38. Radiología e Imagen
- 39. Refrigeración y Climatización
- 40. Secretariado Ejecutivo Bilingüe
- 41. Servicios de Hospedaje
- 42. Sistemas de Impresión de Huecograbado
- 43. Sistemas de Impresión: Serigrafía y Offset
- 44. Soldadura Industrial
- 45. Soporte y Mantenimiento de Equipo de Cómputo
- 46. Telecomunicaciones
- 47. Trabajo Social
- 48. Transformación de Plásticos
- 49. Ventas